# Пышник, Юрий Антонович
Юрий Антонович Пышник (бел. Юрый Антонавіч Пышнік; род. 24 июня 1942, Кирово, Минская область) — советский футболист, выступавший на позиции защитника. Мастер спорта Республики Беларусь международного класса и Заслуженный тренер Республики Беларусь.

## Биография
Родился в деревне Кирово в Слуцком районе. До войны родители работали в колхозе. Сам Юрий Антонович был десятым ребёнком в семье и самым младшим. Семья жила в тяжёлых условиях и вскоре мальчик в возрасте 4 лет отправился на воспитание к своему родному дяде в Слуцк. Дядя, Ефим Георгиевич, военный, который прошёл Советско-финляндскую войну и Блокаду Ленинграда. Раз в неделю наведывался к родителям в родную деревню, но продолжал жить у родного дяди. Из-за нехватки родительского внимания стал чаще проводить время на улице с друзьями, в основном играя в футбол.

## Карьера футболиста
В школьные года футболист выступал в основном на соревнованиях среди школ. Позже представлял юношескую команду слуцкого «Спартака», вместе с которой заняли первое место в республике. Также был приглашён с юношескую сборную БССР, где главным тренером был Вадим Радзишевский. Вместе со сборной отправился на турнир в Тбилиси, где Юрий Антонович был признан лучшим полузащитником. После этого Вадим Николаевич предложил юному слуцкому футболисту заниматься в группе подготовки минского «Урожая». Два месяца он жил у тренера в квартире, пока не получил общежитие. В 1959 году начал свою профессиональную карьеру футболиста, дебютировав за минский клуб.
В 1961 году, стал игроком «Беларуси», которую в 1963 году преобразовали в минское «Динамо». В 1962 году юный футболист уже постоянно выступал в основном составе, забивал голы. В 1963 году, когда играли в Москве с ЦСКА, получил серьёзную травму. В 1965 году перешёл в гомельский «Спартак». Гомельчане играли в одной подгруппе с «Алгой» из города Фрунзе.  Юрий забил в матче с ними гол, «Спартак» победил, а после матча тренер фрунзенцев Виктор Иванович Новиков предложил по окончании сезона перейти в его команду. В 1966 году Юрий Пышник уже играл за команду «Алга». Однако 2 года вдали от семьи давались тяжело и поэтому в 1968 году Юрий перебрался на родину, в гродненский «Неман». Затем в  27 лет Юрий Антонович Пышник закончил карьеру футболиста и стал тренером.

## Тренерская карьера
Свою тренерскую карьеру начал в ДЮСШОР-5 с детьми 5 лет. Проработал там с 1970 по 1975 года. В 1975 году был приглашён в Республиканское училище олимпийского резерва БССР, где остался на долгие годы. В 1994 году стал главным тренером РУОРа. Многие воспитанники Юрия Антоновича выступали в сборной Беларуси. Также являлся тренером юношеской сборной Беларуси до 16 лет, вместе с которой в 1994 году вышел в финальную часть юношеского чемпионата Европы.

## Семья
Жена — Пышник Регина Игнатьевна, которая являлась профессиональной баскетболисткой и баскетбольным тренером. Также имеет такие звания как Мастер спорта Республики Беларусь международного класса, Заслуженный тренер Республики Беларусь. Дети Сергей и Андрей также были профессиональными футболистами, позже став футбольными тренерами. Внуки Юрия Антоновича также выбрали футбольный путь. В декабре 2021 года со своей супругой отметили бриллиантовую свадьбу.